# پاول-هاینتس ولمان
پاول-هاینتس ولمان (آلمانی: Paul-Heinz Wellmann؛ زادهٔ ۳۱ مارس ۱۹۵۲) دونده دو نیمه‌استقامت اهل آلمان بود.